# José Eulalio Samayoa
José Eulalio Samayoa (né le 10 décembre 1781 à Guatemala, décédé vers 1866) est un compositeur classique guatémaltèque.

## Biographie
José Eulalio Samayoa a été éduqué dans le système des corporations, progressant d'apprenti à compagnon, avant de devenir un maître. Il a appris le métier de musicien d'église, avec une formation à la fois instrumentale (violoncelle) et vocale (garçon soprano soliste, puis ténor). Le chanteur Manuel Mendilla Retalhuleu, membre de la chapelle de la cathédrale dirigée par Rafael Antonio Castellanos, l'a initié à la composition et a encouragé les premiers morceaux du garçon, tels que les deux pièces de danse en deux parties sur un modèle folklorique (« Sones ») pour violon et basse, ainsi que des chansons plus courtes et des pièces destinées à être jouées à l'église. Il a étudié la liturgie et la théologie tout en continuant sa formation à la musique religieuse.
Le 2 juillet 1813, il a fondé la Société Philharmonique du Guatemala, qui a été consacrée au Sacré-Cœur de Jésus. C'était une des premières Sociétés philharmoniques du Nouveau Monde. Le même jour, il a été admis dans le chœur de la cathédrale Guatemala, en tant que troisième ténor. En 1842, il a écrit l'histoire de cette société, avec un long appendice historique exposant le développement de la musique au Guatemala depuis les premiers jours des missions espagnoles, devenant ainsi le premier historien de la musique en Amérique centrale et peut-être de toute l'Amérique latine.
Il a également tenu à des moments différents un journal extrêmement important pour les historiens modernes, dans lequel il a enregistré non seulement les événements personnels, tels que ses mariages, etc., mais aussi les événements quotidiens de son temps (soulèvements d'indépendance, les guerres et les situations politiques respectives).
Samayoa est l'un des premiers compositeurs des Amériques à avoir tenté la composition de formes instrumentales de grandes dimensions, qui culminent avec la symphonie. Après avoir été formé dans la tradition de la musique d'église espagnole, il a appris à bien écrire pour les voix avec accompagnement instrumental. Les formes qui en résultent, principalement ceux du villancico et de la cantate, s'adaptent à la forme poétique du texte. Lorsque le chapitre de la cathédrale a décidé en 1804 que les villancicos n'étaient plus adaptés aux matines, le maître de chapelle Vicente Sáenz a essayé de remédier à la situation en remplaçant les villancicos par des mouvements de concertos d'Antonio Vivaldi et des menuets de symphonies de Joseph Haydn. Samayoa a toutefois été d'avis qu'une nouvelle musique instrumentale gardant l'inventivité et la saveur locale, devait être utilisée, et alors il a commencé à écrire des morceaux courts appelés « sones » qui faisaient partie de la culture des Indiens de la région. Ayant étudié Haydn et ayant lui-même enseigné les formes instrumentales européennes, il a écrit d'abord de brèves tocatas, puis des morceaux de plus en plus longs, jusqu'à ce qu'il soit en mesure d'aborder la composition de symphonies complètes. La première de ses symphonies est sa Septième Symphonie terminée en juin 1834, et dédiée à la victoire de l'armée fédérale lors de la bataille de Jiquilisco, dans l'actuel Salvador. Elle est structurée, comme on pouvait s'y attendre, en quatre mouvements : allegro, andante, menuet, et un final rapide avec des éléments de programme comme une marche militaire stylisée. Elle est écrite pour les cordes, deux hautbois et deux cors. Les deux symphonies postérieures, la Sinfonía Cívica et la  Sinfonia Histórica  exigent de grandes formations orchestrales pour aborder des mouvements très développés.

## Compositions
Symphonies
- Symphonie nº 7, mi bémol, orchestre.
- Sinfonía Cívica, do majeur, orchestre.
- Sinfonía Histórica, ré majeur, orchestre.

Œuvres orchestrales
- 9 Piezas para tocarse en la Iglesia, orchestre.
- 2 Piezas de Iglesia, orchestre.
- Allegro nº 9, do majeur, orchestre.
- Divertimento nº 10, do majeur, orchestre.

Œuvres instrumentales
- Tocata nº 1, ré majeur, 2 trompettes, cordes.
- Tocata nº 2, ré majeur, 2 trompettes, cordes.
- Tocata nº 3, fa majeur, 2 trompettes, cordes.
- Tocata nº 4, fa majeur, 2 trompettes, cordes.
- Tocata nº 5, fa majeur, 2 trompettes, cordes.
- Tocata nº 6, ré majeur, cordes.
- Tocata nº 7, la majeur, cordes.
- Tocata nº 8, mi majeur, cordes.
- Tocata nº 9, la majeur, cordes.
- Allegro nº 10, ré majeur, 2 trompettes, cordes.
- Allegro nº 11, ré majeur, cordes.
- Tocata [C 212], do majeur, 2 trompettes, cordes.
- Tocata Pastorela, do majeur, 2 trompettes, cordes.
- Tocata [C 214], do majeur, 2 trompettes, cordes.
- Tocata La estatua ridícula, trompettes, cordes.
- 10 Piezas de Iglesia, orgue
- Divertimento nº 1, ré majeur, flûte, 2 hautbois, 2 cors, 2 violons et basse.
- Divertimento nº 3, ré majeur, flûte, 2 hautbois, 2 cors, 2 violons et basse.
- Divertimento nº 7, ré majeur, hautbois, clarinettes, violons et basse.

Œuvres sacrées
- Misa a solo, tiple et orgue
- Taedet animam meam, fa mineur, tiple, trompettes et cordes.
- Taedet animam meam, la mineur, tiple, flûtes et cordes.
- Misa a Duo, la majeur, dos tiples et orgue
- Duos a la Santa Cruz, mi bémol, 2 tiples, trompettes et cordes.
- Oficio de Difuntos, ré majeur, 2 tiples, trompettes et cordes.
- Salve a 3, do mineur, 2 tiples, alto et cordes.
- Parcemihi, ré majeur, tiple, alto, ténor et orchestre.
- Vísperas de nuestra Señora, 2 tiples, ténor et orchestre.
- Dos Motetes, 2 tiples, alto et orchestre.
- Misa del Señor San José, la majeur, chœur à 3 voix et orchestre.
- Liberame Domine [C 112], 2 tiples, alto, ténor et cordes.
- Liberame Domine [C 113], 2 tiples, alto, ténor et cordes.
- Cinco Tonadas a la Loa de Concepción, chœur, trompettes et cordes.
- Dos cantadas al Santísimo, 2 voix, cordes.
- Requiem, mi bémol, chœur et orchestre [partition perdue].